# اچ‌اس‌دابلیوام‌اس واچ‌مایستر (۱۰)
اچ‌اس‌دابلیوام‌اس واچ‌مایستر (۱۰) (به انگلیسی: HSwMS Wachtmeister (10)) یک کشتی است که طول آن ۲۳۳ فوت (۷۱ متر) می‌باشد. این کشتی در سال ۱۹۱۷ ساخته شد.